# Face to Face (film 1916)
Face to Face è un cortometraggio muto del 1916 diretto da Frank Wilson.

## Trama
Geoffrey Cunliffe, nipote di un uomo ricchissimo, viene ingiustamente accusato di furto. Il colpevole, in realtà, è Richard Waine, un suo sosia.

## Produzione
Il film fu prodotto dalla Hepworth.

## Distribuzione
Distribuito dalla Butcher's Film Service, il film - un cortometraggio in tre bobine - uscì nelle sale cinematografiche britanniche nel marzo 1916.
Si conoscono pochi dati del film che, prodotto dalla Hepworth, fu distrutto nel 1924 dallo stesso produttore, Cecil M. Hepworth. Fallito, in gravissime difficoltà finanziarie, il produttore pensò in questo modo di poter almeno recuperare il nitrato d'argento della pellicola.